# ADN primasa
La ARN primasa o ARN polimerasa ADN dependiente, es una enzima que sintetiza pequeños fragmentos de ARN sobre la cadena rezagada en la replicación de ADN, de unos 10 nucleótidos, conocidos como cebadores, complementarios a la hebra de ADN que se copia durante la replicación. Estos cebadores son necesarios para que el ADN polimerasa III tenga un punto de partida (un grupo 3'-OH libre) en la síntesis 5'→3' de la hebra molde y agregue los desoxinucleótidos.
La primasa tiene la particularidad de no necesitar cebador para comenzar la síntesis de la nueva hebra de ADN.
Estos restos de ARN son luego retirados por la ADN polimerasa I , gracias a su capacidad de exonucleasa (actividad exonucleasa 5' → 3') y rellenados con fragmentos de ADN también por la ADN Pol I (actividad polimerasa 5' → 3'). Finalmente todos estos segmentos discontinuos de ADN, llamados fragmentos de Okazaki son unidos por una ligasa.
Es conocida también por su acción en la transcripción de ADN a ARN para la posterior síntesis de proteínas, donde:
- Une nucleótidos por enlace fosfodiéster siempre en sentido 5'→3' necesitando una molécula de ADN como molde o patrón.
- Teniendo en cuenta que lo que queremos es sintetizar una copia del mensaje genético en su forma original (ADN) a ARN, habrá que utilizar la hebra complementaria de ADN a la que queremos copiar. La cadena de ARN sintetizada será igual a la hebra contraria a la escogida de ADN solo que cambiando las bases de timina por uracilo.
- Esta enzima se fija a regiones o genes promotores para comenzar su acción.
- Para proporcionar energía, utiliza nucleótidos trifosfato.